# Curatoria

curatorie del Giudicato di Gallura
curatorie del Giudicato di Torres
curatorie del Giudicato di Arborea
curatorie del Giudicato di Cagliari

La curatorìa (in sardo curadorìa, plurale curadorìas, ovvero parte, plurale partes) era la principale divisione amministrativa, elettorale, fiscale e giudiziaria dei regni della Sardegna giudicale.

## Amministrazione
Il sistema curatoriale presenta notevoli profili di efficienza amministrativa. Pur avendo connotati centralistici (nomina dell'autorità da parte del sovrano), consentiva di gestire l'amministrazione della giustizia e delle esazioni fiscali ad un livello decentrato, facendo da tramite tra le comunità dei singoli villaggi e quella centrale.
La curatoria era governata da un curadore con compiti amministrativi, fiscali e giudiziari; questi veniva nominato dal re, il giudice (in sardo judike, zuighe), scegliendo spesso fra i propri parenti o fra poche famiglie di rango dei maiorales, a causa dell'importanza e del prestigio della carica. Essendo la curatoria composta da diverse decine di villaggi (in sardo biddas), il curadore nominava a sua volta per ciascun paese un majore, con incarichi fiscali, giudiziari e di sicurezza. La vigilanza sui campi e sulle pertinenze dei villaggi spettava ad un corpo di guardie campestri, evolutosi nel tempo, che nelle fonti è chiamato (i-)scolca, al cui comando era nominato un majore. Tale guardia campestre fu successivamente conservata nel periodo del Regno di Sardegna, sia sotto i sovrani spagnoli che sotto quelli piemontesi, ed è sopravvissuto fino ai giorni nostri come "compagnie barracellari". 
Ogni autorità locale, tanto il majore de curadoria quanto il semplice majore de bidda, aveva un consiglio a coadiuvarne l'azione, la cosiddetta corona. Il modello si riproponeva al più elevato livello istituzionale con la corona de logu, il massimo consesso statale (logu, ossia "il luogo" per antonomasia, era lo stato, appunto), depositario della sovranità, responsabile dell'intronizzazione del legittimo erede al titolo regale, nonché della ratifica degli atti diplomatici e bellici. La corona de Logu era formata dai rappresentanti delle curadorias e si riuniva in date solenni, stabilite dalle leggi (vedi in proposito la Carta de Logu del regno di Arborea ovvero quando ve n'era la necessità: morte del re, decisioni di politica internazionale, ecc.).
L'estensione delle curatorie era inversamente proporzionale alla loro densità di popolazione: le curatorie più popolose erano anche le meno estese, mentre quelle meno popolate godevano di maggiore estensione. Questo perché evidentemente l'antropizzazione era strettamente legata con la produttività dei suoli e le zone fertili potevano vivere di agricoltura, sostentando un maggior numero di abitanti, mentre le zone meno adatte alle coltivazioni, dovendo sostentarsi con la pastorizia, necessitavano di vaste estensioni di terra libera, adibita a pascolo.
Successivamente alla caduta dei giudicati (1420, estinzione dell'ultimo regno, quello di Arborea), il sistema curatoriale venne definitivamente abbandonato, sostituito dall'imposizione degli istituti feudali. Tuttavia, la gran parte dei toponimi designanti le antiche circoscrizioni giudicali rimasero in uso e ancora oggi denominano le varie zone della Sardegna.

## Scolca
Le curatorie erano suddivise dal punto di vista amministrativo e giudiziario in scolche (in sardo scolcas o iscolcas), capeggiate da un maiore. Il termine indicava dapprima un semplice gruppo di uomini a difesa del territorio, successivamente passò a indicare il territorio stesso in cui operavano.